# Oreopanax candamoanus
Oreopanax candamoanus  es una especie de planta con flor en la familia de las Araliaceae. 

## Hábitat
Es endémica de Perú. Es un árbol de la cuenca alta del río Chancay (vertiente del Pacífico); cuyos ambientes boscosos propicios para esta especie están severamente afectados por destrucción de hábitat por deforestación.

## Taxonomía
El género fue descrito por Hermann Harms y publicado en Botanische Jahrbücher für Systematik, Pflanzengeschichte und Pflanzengeographie 42(1): 155–156. 1908.
Etimología
Oreopanax: nombre genérico que deriva de las palabras griegas: oreos = "montaña" y panax = "Panax".
candamoanus: epíteto